# Список претендентів на 93-тю нагороду «Оскар» за найкращий міжнародний художній фільм
93-тя церемонія вручення премії «Оскар»

<< Попер. список • Наст. список >>
Список фільмів, висунутих на 93-тю премію «Оскар» за найкращий міжнародний художній фільм.
Академія нагороджує кінострічки у цій категорії з 1956 року.
Щоб потрапити до цієї категорії, фільми повинні відповідати наступним умовам: фільмування за межами США та мова діалогів неанглійська.
На 93-тю премію подані кінострічки з 93 країн. Лесото, Судан і Суринам будуть представлені вперше. Фільм «Уроки фарсі» було дискваліфіковано через непідтвердження, що творча група з Білорусі. Фільм «Геліополіс» запропоновано перенести на наступний рік через те, що кінострічка не демонструвалась у кінотеатрах, а від показу на Інтернет-платформах відмовився режисер. Бутанський фільм «Лунана: Як у класній кімнаті» не увійшов в остаточний список через те, що не було створено відбіркову комісію, а до «2000 пісень Фаріди» Узбекистан не надав необхідні матеріали.
Довгий список було оприлюднено 28 січня 2021 року, короткий список з 15 фільмів — 9 лютого 2021 року. Номінантів Академія оголосила 15 березня 2021року, а фільм-переможець – 25 квітня 2021 року

## Претенденти
| Країна                   | Фільм                                                           | Оригінальна назва                                            | Мова(-и)                                              | Режисер(и)                                                     | Результат               | Дж     |
| ------------------------ | --------------------------------------------------------------- | ------------------------------------------------------------ | ----------------------------------------------------- | -------------------------------------------------------------- | ----------------------- | ------ |
| Австрія                  | «Що ми хотіли»                                                  | Was wir wollten                                              | німецька                                              | Ульріке Кофлер                                                 | Не номінований          | [ 11 ] |
| Албанія                  | «Відкриті двері»                                                | Derë e hapur                                                 | албанська, італійська                                 | Флоренц Папас                                                  | Не номінований          | [ 11 ] |
| Алжир                    | «Геліополіс»                                                    | هيليوبوليس                                                   | арабська, французька                                  | Джафар Гацем                                                   | Вилучено                | [ 11 ] |
| Аргентина                | «Лунатики»                                                      | Los sonámbulos                                               | іспанська                                             | Пола Ернандес                                                  | Не номінований          | [ 11 ] |
| Бангладеш                | «З повагою, Дакка»                                              | ইতি, তোমারই ঢাকা (Iti, Tomari Dhaka)                              | бенгальська                                           | Одинадцять різних режисерів                                    | Не номінований          | [ 11 ] |
| Бельгія                  | «Робочі дівчата»                                                | Filles de joie                                               | французька                                            | Фредерік Фонтейне, Анна Паулічевич                             | Не номінований          | [ 11 ] |
| Білорусь                 | «Уроки фарсі»                                                   | Persischstunden                                              | англійська, французька, німецька, італійська, перська | Вадим Перельман                                                | Дискваліфікований       | [ 11 ] |
| Болгарія                 | «Батько»                                                        | Бащата (Bashtata)                                            | болгарська                                            | Крістіна Грозева, Петро Вальчанов                              | Не номінований          | [ 11 ] |
| Болівія                  | «Чако»                                                          | Chaco                                                        | аймарська, Кечуа, іспанська                           | Дієго Мондака                                                  | Не номінований          | [ 11 ] |
| Боснія і Герцеговина     | «Куди ти йдеш, Аїдо?»                                           | Quo Vadis, Aida?                                             | боснійська, нідерландська, англійська, сербська       | Ясміла Жбаніч                                                  | Короткий список         | [ 11 ] |
| Бразилія                 | «Бабенко: Скажи мені, коли я помру»                             | Babenco: Alguém Tem que Ouvir o Coração e Dizer Parou        | португальська                                         | Барбара Пас                                                    | Не номінований          | [ 11 ] |
| Бутан                    | «Лунана: Як у класній кімнаті»                                  | লুনানা                                                          | дзонг-ке                                              | Паво Чойнінг Дорджі                                            | Не в остаточному списку | [ 11 ] |
| Венесуела                | «Одного разу у Венесуелі»                                       | Erase Una Vez en Venezuela, Congo Mirador                    | іспанська                                             | Анабель Родрігес Ріос                                          | Не номінований          | [ 11 ] |
| Вірменія                 | «Пісні Соломона»                                                | Սողոմոնի երգերը                                              | вірменська                                            | Арман Ншанян                                                   | Не номінований          | [ 11 ] |
| В'єтнам                  | «Мрійливі очі                                                   | Mắt biếc                                                     | в'єтнамська                                           | Віктор Ву                                                      | Не номінований          | [ 11 ] |
| Гватемала                | «Йорона»                                                        | La Llorona                                                   | Какчикель, іспанська                                  | Хайро Бустаманте                                               | Короткий список         | [ 11 ] |
| Гондурас                 | «Дні світла»                                                    | Días de luz                                                  | іспанська                                             | Шість різних режисерів                                         | Не номінований          | [ 11 ] |
| Гонконг                  | «Кращі дні»                                                     | 少年的你 (In His Youth)                                      | мандаринська                                          | Дерек Цанг                                                     | Короткий список         | [ 11 ] |
| Греція                   | «Яблука»                                                        | Μήλα (Mila)                                                  | грецька                                               | Христос Нікоу                                                  | Не номінований          | [ 11 ] |
| Грузія                   | «Початок»                                                       | დასაწყისი (Dasatskisi)                                       | грузинська                                            | Деа Кулумбегашвілі                                             | Не номінований          | [ 11 ] |
| Данія                    | «Ще по одній»                                                   | Druk                                                         | данська                                               | Томас Вінтерберг                                               | Короткий список         | [ 11 ] |
| Домініканська Республіка | «Стан божевілля»                                                | Mis 500 Locos                                                | іспанська                                             | Летиція Тонос                                                  | Не номінований          | [ 11 ] |
| Еквадор                  | «Пустота»                                                       | Vacío                                                        | мандаринська, іспанська                               | Пол Венегас                                                    | Не номінований          | [ 11 ] |
| Естонія                  | «Останні»                                                       | Viimased                                                     | фінська                                               | Вейко Иунпуу                                                   | Не номінований          | [ 11 ] |
| Єгипет                   | «Коли ми народимося»                                            | لما بنتولد                                                   | арабська                                              | Тамер Еззат                                                    | Не номінований          | [ 11 ] |
| Ізраїль                  | «Азія»                                                          | אסיה (Asia)                                                  | Іврит, російська                                      | Руті Прибар                                                    | Не номінований          | [ 11 ] |
| Індія                    | «Джаллікатту»                                                   | ജെല്ലിക്കെട്ട്                                                      | Малаялам                                              | Ліхо Хосе Пеллісері                                            | Не номінований          | [ 11 ] |
| Індонезія                | «Імпетигор»                                                     | Perempuan Tanah Jahanam                                      | індонезійська, яванська                               | Джоко Анвар                                                    | Не номінований          | [ 11 ] |
| Іран                     | «Сонячні діти»                                                  | خورشید (Khōrshīd)                                            | перська                                               | Маджид Маджиді                                                 | Короткий список         | [ 11 ] |
| Ірландія                 | «Аррахт»                                                        | Arracht                                                      | ірландська                                            | Томас Ó Сулейбхайн                                             | Не номінований          | [ 11 ] |
| Ісландія                 | «Агнес Джой»                                                    | Agnes Joy                                                    | ісландська                                            | Сіля Хауксдоттір                                               | Не номінований          | [ 11 ] |
| Іспанія                  | «Нескінченна траншея»                                           | La trinchera infinita                                        | іспанська                                             | Джон Гараньо, Айтор Аррегі Гальдос, Хосе Марі Гєнагага Балерді | Не номінований          | [ 11 ] |
| Італія                   | «Нічний»                                                        | Notturno                                                     | курдська, арабська                                    | Джанфранко Розі                                                | Не номінований          | [ 11 ] |
| Йорданія                 | «Біг на 200 метрів»                                             | 200 Meters                                                   | арабська, іврит                                       | Амін Найфе                                                     | Не номінований          | [ 11 ] |
| Казахстан                | «Плач Великого степу»                                           | Ұлы дала зары                                                | казахська                                             | Маріна Кунарова                                                | Не номінований          | [ 11 ] |
| Камбоджа                 | «Батьки»                                                        | ដើម្បីកូន                                                        | кхмерська                                             | Хай Яленг                                                      | Не номінований          | [ 11 ] |
| Камерун                  | «Щоденник рибалки»                                              | The Fisherman’s Diary                                        | камток                                                | Ена Джонскот                                                   | Не номінований          | [ 11 ] |
| Канада                   | «14 днів, 12 ночей»                                             | 14 jours, 12 nuits                                           | французька                                            | Жан-Філіпп Дюваль                                              | Не номінований          | [ 11 ] |
| Кенія                    | «Лист»                                                          | Barua                                                        | суахілі                                               | Майя Леков, Кріс Кінг                                          | Не номінований          | [ 11 ] |
| Киргизстан               | «Біг до неба»                                                   | Жөө Күлүк (Jo Kuluk)                                         | киргизька                                             | Мірлан Абдикаликов                                             | Не номінований          | [ 11 ] |
| КНР                      | «Стрибок»                                                       | 夺冠 (Duóguàn)                                               | мандаринська                                          | Пітер Чан                                                      | Не номінований          | [ 11 ] |
| Коста-Рика               | «Країна попелу»                                                 | Ceniza Negra                                                 | іспанська                                             | Софія Квірос Убеда                                             | Не номінований          | [ 11 ] |
| Колумбія                 | «Спогади мого батька»                                           | El olvido que seremos                                        | іспанська                                             | Фернандо Труеба                                                | Не номінований          | [ 11 ] |
| Косово                   | «Вигнання»                                                      | Exil                                                         | албанська, німецька                                   | Вісар Моріна                                                   | Не номінований          | [ 11 ] |
| Кот-д'Івуар              | «Ніч королів»                                                   | La Nuit des rois                                             | дьюла, французька                                     | Філіп Лакот                                                    | Короткий список         | [ 11 ] |
| Куба                     | «Шукаю пару»                                                    | Buscando a Casal                                             | іспанська                                             | Хорхе Луїс Санчес                                              | Не номінований          | [ 11 ] |
| Латвія                   | «Віхола душ»                                                    | Dvēseļu putenis                                              | латиська, німецька, російська, естонська,             | Дзінтарс Дрейбергс                                             | Не номінований          | [ 11 ] |
| Лесото                   | «Це не поховання, це воскресіння»                               | This Is Not a Burial, It’s a Resurrection                    | Сесото                                                | Лемоханг Єремія Мосезе                                         | Не номінований          | [ 11 ] |
| Литва                    | «Нова Літуанія»                                                 | Nova Lituania                                                | литовська                                             | Кароліс Каупініс                                               | Не номінований          | [ 11 ] |
| Ліван                    | «Зламані ключі»                                                 | مفاتيح مكسرة                                                 | арабська                                              | Джиммі Кейруз                                                  | Не номінований          | [ 11 ] |
| Люксембург               | «Річкові казки»                                                 | Cuentos del río                                              | іспанська                                             | Джулі Шрелл                                                    | Не номінований          | [ 11 ] |
| Малайзія                 | «Дух»                                                           | Roh                                                          | малайська                                             | Емір Езван                                                     | Не номінований          | [ 11 ] |
| Марокко                  | «Невідомий святий»                                              | القديس المجهول                                               | арабська                                              | Алаа Еддін Алем                                                | Не номінований          | [ 11 ] |
| Мексика                  | «Мене тут більше немає»                                         | Ya no estoy aquí                                             | іспанська                                             | Фернандо Фріас де ла Парра                                     | Короткий список         | [ 11 ] |
| Монголія                 | «Вени світу»                                                    | Die Adern der Welt                                           | монгольська                                           | Б’ямбасурен Дава                                               | Не номінований          | [ 11 ] |
| Нігерія                  | «Доярка»                                                        | The Milkmaid                                                 | хауса                                                 | Десмонд Овбіагеле                                              | Не номінований          | [ 11 ] |
| Німеччина                | «І завтра весь світ»                                            | Und morgen die ganze Welt                                    | німецька                                              | Джулія фон Хайнц                                               | Не номінований          | [ 11 ] |
| Нідерланди               | «Буладо»                                                        | Buladó                                                       | пап'яменто                                            | Еш Янга                                                        | Не номінований          | [ 11 ] |
| Норвегія                 | «Надія»                                                         | Håp                                                          | норвезька, шведська                                   | Марія Седал                                                    | Короткий список         | [ 11 ] |
| Пакистан                 | «Цирк життя»                                                    | Zindagi Tamasha                                              | урду, пенджабі                                        | Сармад Хоосат                                                  | Не номінований          | [ 11 ] |
| Палестина                | «Газа, моя любов»                                               | غزة حبيبتي                                                   | арабська                                              | Тарзан Нассер, Араб Нассер                                     | Не номінований          | [ 11 ] |
| Панама                   | «Операція «Справедлива справа»»                                 | Operación Causa Justa                                        | іспанська                                             | Луїс Франко Брантлі, Луїс Пачеко                               | Не номінований          | [ 11 ] |
| ПАР                      | «Торбос»                                                        | Toorbos                                                      | Африкаанс                                             | Рене ван Ройен                                                 | Не номінований          | [ 11 ] |
| Парагвай                 | «Вбивство мертвих»                                              | Matar a un muerto                                            | гуарані, іспанська                                    | Уго Гіменес                                                    | Не номінований          | [ 11 ] |
| Перу                     | «Пісня без імені»                                               | Canción sin nombre                                           | Кечуа, іспанська                                      | Меліна Леон                                                    | Не номінований          | [ 11 ] |
| Південна Корея           | «Людина, що стоїть поруч»                                       | 남산의 부장들 (Namsanui Bujangdeul)                          | корейська                                             | Ву Мін-хо                                                      | Не номінований          | [ 11 ] |
| Північна Македонія       | «Верба»                                                         | Врба (Vrba)                                                  | македонська                                           | Мілчо Манчевський                                              | Не номінований          | [ 11 ] |
| Польща                   | «Снігу більше не буде»                                          | Śniegu już nigdy nie będzie                                  | польська, російська                                   | Міхал Енглерт, Малгожата Шумовська                             | Не номінований          | [ 11 ] |
| Португалія               | «Віталіна Варела»                                               | Vitalina Varela                                              | кабувердьяну, португальська                           | Педро Коста                                                    | Не номінований          | [ 11 ] |
| Росія                    | «Дорогі товариші!»                                              | Дорогие товарищи! (Dorogie tovarishchi!)                     | російська                                             | Андрій Кончаловський                                           | Короткий список         | [ 11 ] |
| Румунія                  | «Колектив»                                                      | Colectiv                                                     | румунська                                             | Олександр Нанау                                                | Короткий список         | [ 11 ] |
| Саудівська Аравія        | «Терези»                                                        | سيدة البحر                                                   | арабська                                              | Шахад Амін                                                     | Не номінований          | [ 11 ] |
| Сенегал                  | «Батько Нафі»                                                   | Baamum Nafi                                                  | фульфульде                                            | Мамаду Діа                                                     | Не номінований          | [ 11 ] |
| Сербія                   | «Дара Ясеновацька»                                              | Дара из Јасеновца (Dara iz Jasenovca)                        | сербська                                              | Предраг Антонієвич                                             | Не номінований          | [ 11 ] |
| Сінгапур                 | «Мокрий сезон»                                                  | (Wet Season) 热带雨                                          | англійська, хоккін, мандаринська                      | Ентоні Чен                                                     | Не номінований          | [ 11 ] |
| Словаччина               | «Доповідь Освенціма»                                            | Správa                                                       | словацька                                             | Петер Беб'як                                                   | Не номінований          | [ 11 ] |
| Словенія                 | «Історії з каштанових лісів»                                    | Zgodbe iz kostanjevih gozdov                                 | італійська, словенська                                | Грегор Божич                                                   | Не номінований          | [ 11 ] |
| Судан                    | «Ви помрете у двадцять»                                         | ستموت في العشرين                                             | арабська                                              | Амджад Абу Алала                                               | Не номінований          | [ 11 ] |
| Суринам                  | «Вірен»                                                         | Wiren                                                        | нідерландська, Сранан-тонго                           | Іван Тай-Апін                                                  | Не номінований          | [ 11 ] |
| Таїланд                  | «Щасливого Старого року»                                        | ฮาวทูทิ้ง ทิ้งอย่างไรไม่ให้เหลือเธอ                                   | тайська                                               | Наваполь Тамронграттанаріт                                     | Не номінований          | [ 11 ] |
| Тайвань                  | «Сонце»                                                         | 陽光普照 (Yángguāng Pǔzhào)                                  | мандаринська                                          | Чунг Монг-Хонг                                                 | Короткий список         | [ 11 ] |
| Туніс                    | «Людина, яка продала свою шкіру»                                | L'Homme qui a vendu sa peau                                  | арабська, англійська, французька                      | Каутер Бен Ханія                                               | Короткий список         | [ 11 ] |
| Туреччина                | «Чудо в камері № 7»                                             | 7. Koğuştaki Mucize                                          | турецька                                              | Мехмет Ада Озтекін                                             | Не номінований          | [ 11 ] |
| Угорщина                 | «Підготовка до того, щоб бути разом невизначену кількість часу» | Felkészülés meghatározatlan ideig tartó együttlétre          | угорська                                              | Лілі Горват                                                    | Не номінований          | [ 11 ] |
| Узбекистан               | «2000 пісень Фаріди»                                            | Фариданинг икки минг қўшиғи (Faridaning Ikki Ming qo'shig'i) | узбецька                                              | Ялкін Туйчієв                                                  | Дискваліфікований       | [ 11 ] |
| Україна                  | «Атлантида»                                                     | Атлантида (Atlantyda)                                        | українська                                            | Валентин Васянович                                             | Не номінований          | [ 11 ] |
| Уругвай                  | «Алелі»                                                         | Alelí                                                        | іспанська                                             | Летиція Хорхе                                                  | Не номінований          | [ 11 ] |
| Філіппіни                | «Мінданао»                                                      | Mindanao                                                     | філіпі́но                                              | Брільянте Мендоса                                              | Не номінований          | [ 11 ] |
| Фінляндія                | «Туве»                                                          | Tove                                                         | англійська, фінська, французька, шведська             | Заїда Бергрот                                                  | Не номінований          | [ 11 ] |
| Франція                  | «Двоє з нас»                                                    | Deux                                                         | французька, німецька                                  | Філіппо Менегетті                                              | Короткий список         | [ 11 ] |
| Хорватія                 | «Позакласний»                                                   | Dopunska nastava                                             | хорватська                                            | Іван-Горан Вітез                                               | Не номінований          | [ 11 ] |
| Чехія                    | «Шарлатан»                                                      | Šarlatán                                                     | чеська                                                | Аґнешка Голланд                                                | Короткий список         | [ 11 ] |
| Чилі                     | «Агент кріт»                                                    | El agente topo                                               | іспанська                                             | Майте Альберді                                                 | Короткий список         | [ 11 ] |
| Чорногорія               | «Груди»                                                         | Grudi                                                        | чорногорська                                          | Марія Перович                                                  | Не номінований          |        |
| Швейцарія                | «Моя маленька сестра»                                           | Schwesterlein                                                | англійська, французька, німецька                      | Стефанія Чуат, Вероніка Реймонд                                | Не номінований          |        |
| Швеція                   | «Хартія»                                                        | Charter                                                      | шведська                                              | Аманда Кернелл                                                 | Не номінований          |        |
| Японія                   | «Справжні матері»                                               | 朝が来る (Asa ga Kuru)                                       | японська                                              | Кавасе Наомі                                                   | Не номінований          |        |